# Хабшан – Схід
Хабшан – Схід – сукупність газопроводів в Об’єднаних Арабських Еміратах, якими здійснюється транспортування ресурсу з газопереробного майданчику Хабшан до споживачів у східній частині емірату Абу-Дабі та еміраті Дубай.
У 1980 – 1984 роках в центральній частині емірату Абу-Дабі запустили цілий ряд ГПЗ – Бу-Хаса, Баб, Асаб, Хабшан. Видачу блакитного палива із Бу-Хаси та Асабу організували по трубопроводах до ГПЗ Хабшан/Баб, які були зведені неподалік на одному й тому ж родовищі Мурбан-Баб (а наразі організаційно об’єднані). З утвореного таким чином газового хабу організували видачу продукції на захід та на схід. В останньому випадку на ділянці між Баб/Хабшан та Мактою (на околиці міста Абу-Дабі) транспортування газу певний час здійснювалось через дві нитки довжиною 130 км та діаметром 600 мм та 750 мм. В районі Абу-Дабі головним споживачем виступала ТЕС Умм-аль-Нар (як і більшість електростанцій країни, вона одночасно здійснює опріснення води), крім того, від Макти також починались два трубопроводи:
- прокладений у північно-східному напрямку до ТЕС Тавіла А діаметром 600 мм;
- споруджений у 1992 році газопровід довжиною 166 км та діаметром 750 мм, який прямує на схід до міста Аль-Айн, де на блакитне паливо перевели ТЕС Аль-Айн.
У середині 1990-х ввели в експлуатацію ТЕС Тавіла B, при цьому сюди подали додатковий ресурс за допомогою нового трубопроводу загальною довжиною 182 км. На першій ділянці довжиною 125 км до Макти він мав діаметр 1050 мм, а від Макти до Тавіли – лише 900 мм. Водночас, у статистичному збірнику ОПЕК за 2003 рік в розділі, присвяченому газопроводам ОАЕ, вже не згадується нитка діаметром 600 мм на ділянці Хабшан/Баб – Макта. На початку 2000-х до розрахованих на споживання природного газу електроенергетичних об'єктів Тавіли додалась ТЕС Тавіла А2.
Тим часом сусідній емірат Дубай на тлі зростаючого енергоспоживання та падіння поставок з Шарджі стикнувся з дефіцитом блакитного палива. Як наслідок, в 2001-му сюди проклали газопровід від Макти довжиною 112 (за іншими даними – 130) км та діаметром 1200 мм. Він закінчувався в районі Джебель-Алі, де поряд з єдиним дубайським газопереробним заводом виникла найпотужніша в усіх Об’єднаних Арабських Еміратах ТЕС Джебель-Алі (там же працює й доволі потужна ТЕС Дубайського алюмінієвого заводу). Первісно поставки по цьому трубопроводу планувались на рівні біля 14 млн м3 на добу, що покривало половину потреб Дубая, при цьому проектна пропускна здатність була ще більшою та становила 25,7 млн м3 на добу.
В 2009-му у Тавілі стала до ладу перша черга алюмінієвого комбінату, обладнаного власною ТЕС. Для забезпечення цього проекту проклали перемичку діаметром 900 мм В той же час, варто відзначити, що з 2007-го подане до Тавіли блакитне паливо походило вже не лише із газопереробних заводів Абу-Дабі, але й з Катару, звідки проклали потужний офшорний газопровід Рас-Лаффан – Тавіла. Що стосується району Абу-Дабі, то  тут в 2009 та 2011 роках стали до ладу дві потужні установки прямого відновлення заліза компанії Emirates Iron and Steel Factory (крім того, з 2010-го почала роботу мала установка прямого відновлення заліза групи Al Nasser). 
У середині 2010-х газотранспортний коридор Хабшан – Тавіла серйозно модернізували. На ділянці до Макти проклали два трубопроводи діаметром по 1300 мм та демонтували стару лінію в діаметрі 750 мм. Між Мактою та Тавілою демонтували нитку з показником 600 мм, натомість тут з’явилась одна нова лінія, яка на перших 42 км маршруту також має діаметр 1300 мм, а на завершальному відтинку до приймальної станції енергогенеруючої компанії ADWEC виконана в діаметрі 1050 мм. Загальна довжина нових газопроводів склала 297 км. Після зазначеної модернізації ділянка до Макти мала три нитки – дві по 1300 мм та одну 1050 мм, а далі до Тавіли прямують по одній нитці діаметрами 1300 мм та 900 мм. 
Проведене в середині 2010-х підсилення газотранспортної мережі було викликане не лише появою нових потужностей на ТЕС загального призначення, але також запуском починаючи з 2013-го другої черги алюмінієвого комбінату в Тавілі (та відповідним розширенням заводської станції), введенням у 2016-му в індустріальній зоні Муссафа (південна околиця Абу-Дабі) комплексу утилізації вуглекислого газу, а також бажанням забезпечити потреби майбутніх споживачів у індустріальній зоні KIZAD в Тавілі.
В 2018-му ввели в дію компресорну станцію Тавіла, що, зокрема, дозволить підсилити можливості газотранспортної системи щодо постачання блакитного палива з Абу-Дабі до північно-східних еміратів.